# Hippolyte leptometrae
Hippolyte leptometrae is een garnalensoort uit de familie van de Hippolytidae. De wetenschappelijke naam van de soort is voor het eerst geldig gepubliceerd in 1969 door Ledoyer.